# 勝連御殿
勝連御殿（かつれんうどぅん）は、尚質王の五男・東風平王子朝春（1653年1月14日（順治9年12月15日） - 1701年12月9日（康煕40年11月10日））を元祖とする琉球王族。第二尚氏の分家で、琉球王国の大名。
一世朝春は、東風平間切（現：八重瀬町（東風平地区）） の按司地頭をつとめた。四世朝宜、五世朝隆起は、慶賀使として薩摩へ派遣されている。朝宜のときに、勝連間切（現：うるま市（勝連地区）） に転任、以後勝連御殿と称するようになった。

## 系譜
- 一世・東風平王子朝春
- 二世・東風平按司朝資
- 三世・東風平按司朝寛
- 四世・勝連按司朝宜
- 五世・勝連按司朝隆
- 六世・勝連按司朝慎
- 七世・勝連按司朝房
- 八世・勝連按司朝典